# شهرستان لونگژوو
شهرستان لونگژوو (به لاتین: Longzhou County) یک شهرستان در جمهوری خلق چین است که در چونگزوو واقع شده‌است.

## خصوصیات
شهرستان لونگژوو ۲٬۳۱۷٫۸ کیلومترمربع مساحت دارد.